# Reinhard Heydrich
Reinhard Tristan Eugen Heydrich (tiếng Đức: [ˈʁaɪnhaʁt ˈtʁɪstan ˈɔʏɡn̩ ˈhaɪdʁɪç] ⓘ, 1904 – 1942) là một sĩ quan cấp cao của Đức Quốc xã và là kiến trúc sư trưởng của cuộc đại diệt chủng người Do Thái Holocaust. Ông là người điều hành Cơ quan An ninh Quốc gia (Reichssicherheitshauptamt, RSHA; bao gồm các lực lượng Gestapo, Kripo và SD). Ngoài ra ông còn là Stellvertretender Reichsprotektor (Quyền Đô hộ) của Böhmen và Mähren. Ông từng nắm giữ cương vị chủ tịch của Ủy ban Cảnh sát Hình sự Quốc tế (ICPC, sau này gọi là Interpol) và là người chủ trì Hội nghị Wannsee trong tháng 1 năm 1942, chính thức hóa kế hoạch "Giải pháp cuối cùng về vấn đề người Do Thái" – công tác trục xuất và diệt chủng người Do Thái tại các vùng lãnh thổ châu Âu bị Đức chiếm đóng.
Nhiều nhà sử học coi Heydrich là nhân vật đen tối nhất trong chế độ Đức Quốc Xã; Adolf Hitler mô tả ông là "người đàn ông có trái tim sắt thép". Ông là người đã sáng lập Sicherheitsdienst (Sở An ninh, SD), một tổ chức tình báo bị buộc tội vì truy lùng và vô hiệu hóa mọi sự chống đối lại Đảng Quốc xã thông qua các vụ bắt giữ, trục xuất và hành quyết. Heydrich góp phần tổ chức một loạt các cuộc tấn công phối hợp chống lại người Do Thái trên khắp lãnh thổ Đức Quốc xã và một phần của Áo trong Đêm thủy tinh diễn ra vào ngày 9 tháng 10 năm 1938. Các cuộc tấn công được thực hiện bởi SA Sturmtruppe và thường dân, trở thành điềm báo trước của Holocaust. Khi đến Praha, Heydrich đã tìm cách loại bỏ hoạt động chống đối chính quyền Đức Quốc xã bằng cách đàn áp văn hóa Séc và trục xuất và xử tử các thành viên của quân kháng chiến Séc. Heydrich cũng là người trực tiếp phụ trách Einsatzgruppen, lực lượng đặc nhiệm đi theo sau quân đội Đức, tàn sát hơn hai triệu người, trong đó có 1,3 triệu người Do Thái, bằng cách xử bắn và sử dụng khí độc.
Heydrich đã bị thương nghiêm trọng tại Praha vào ngày 27 tháng 5 năm 1942 khi bị phục kích bởi một nhóm binh lính Séc và Slovakia, được đào tạo bởi Cục Chiến dịch Đặc biệt của Anh, được chính phủ Tiệp Khắc lưu vong cử đến để ám sát Heydrich. Ông qua đời một tuần sau đó vì không qua khỏi vết thương. Cục tình báo Đức Quốc xã đã quy trách nhiệm của cái chết của Heydrich cho các binh sĩ Séc/Slovakia và các đảng phái kháng chiến và cho rằng họ đang lẩn trốn tại hai ngôi làng Lidice và Ležáky. Cả hai làng bị san thành bình địa, toàn bộ đàn ông và con trai trên 16 tuổi bị xử bắn và hầu hết phụ nữ và trẻ em đều bị áp giải đến các trại tập trung rồi giết hại.

## Thiếu thời
Reinhard Tristan Eugen Heydrich sinh năm 1904 tại in Halle an der Saale. Ông là con của nhà soạn nhạc Richard Bruno Heydrich và vợ Elisabeth Anna Maria Amalia Heydrich (nhũ danh Krantz). Cha ông là người theo đạo Tin lành còn mẹ ông là người theo Công giáo. Hai tên thánh của ông đều được đặt theo tên của các nhân vật trong các vở nhạc kịch ái quốc: "Reinhard" dựa trên người anh hùng bi kịch từ vở opera Amen của cha ông, còn cái tên "Tristan" thì bắt nguồn từ tác phẩm Tristan und Isolde của Richard Wagner. "Eugen" – tên thứ ba của Heydrich là tên thánh của ông ngoại ông (giáo sư Eugen Krantz, người từng là giám đốc của Nhạc viện Hoàng gia Dresden).
Gia đình của Heydrich là một gia đình có vị thế trong xã hội và sở hữu một tài sản đáng kể. Âm nhạc là một phần trong cuộc sống thường nhật của Heydrich. Cha của ông là người đã sáng lập nên Nhạc viện Halle, nơi mẹ ông dạy đàn piano. Heydrich đã phát triển niềm đam mê với đàn vĩ cầm và giữ niềm yêu thích đó đến tuổi trưởng thành; ông đã gây ấn tượng với các thính giả bằng tài năng âm nhạc của mình.
Cha của Heydrich là một người theo chủ nghĩa dân tộc Đức và chính ông là người đã thấm nhuần tư tưởng ái quốc với 3 đứa con của mình. Tuy vậy, ông không tham gia bất kỳ đảng phái nào cho đến khi Thế chiến I kết thúc. Gia quy nhà Heydrich cực kỳ nghiêm khắc. Khi còn bé, Heydrich đã phải tranh đấu cùng em trai của mình là Heinz trong các trận đấu kiếm giả. Không chỉ vậy, trong học tập, ông là một học trò xuất sắc, đặc biệt là ở môn khoa học tại trường "Reformgymnasium". Cũng là một vận động viên tài năng, ông trở thành một chuyên gia kiếm thuật và bơi lội. Ông là một người nhút nhát, dễ dao động và thường bị bắt nạt vì giọng nói cao như thiếu nữ cũng như vì tin đồn rằng ông là người gốc Do Thái. Cũng vì vậy mà ông được tặng cho biệt danh "Moses Handel".
Năm 1918, Thế chiến I kết thúc với thất bại của nước Đức. Vào cuối tháng 2 năm 1919, ngay tại quê nhà Halle của Heydrich, tình trạng bất ổn dân sự đã bùng nổ bao gồm các cuộc đình công và các cuộc đụng độ giữa các phe nhóm Cộng sản và các phe chống Cộng. Theo chỉ thị của Bộ trưởng Bộ Quốc phòng Gustav Noske, một đơn vị bán quân sự "cánh hữu" đã được thành lập và được lệnh "tái chiếm" Halle. Heydrich khi đó mới 15 tuổi, đã tình nguyện tham gia Đội súng trường tình nguyện Maercker (một đơn vị Freikorps không biên chế). Khi cuộc đụng độ kết thúc, Heydrich tham gia một đội được phân công bảo vệ tài sản cá nhân. Người ta biết rất ít về vai trò của Heydrich trong khoảng thời gian này nhưng có lẽ những sự kiện đã để lại ấn tượng mạnh mẽ đối với con người Heydrich, bao gồm "sự giác ngộ chính trị". Ông sau đó đã gia nhập một tổ chức bài Do Thái có tên là Deutschvölkischer Schutz und Trutzbund (Liên đoàn bảo vệ và che chở dân tộc Đức).
Vì các điều khoản của Hiệp ước Versailles, siêu lạm phát đã lan rộng ra khắp nước Đức khiến nhiều người đã mất hết tiền mà họ đã dành dụm cả đời và bản thân thị trấn Halle cũng không thoát khỏi cơn khủng hoảng này. Đến năm 1921, việc chỉ có một vài người dân ở Halle có thể chi trả tiền học phí tại nhạc viện của Bruno Heydrich đã dẫn đến một cuộc khủng hoảng tài chính cho gia đình ông.

## Tham gia hải quân
Năm 1922, Heydrich gia nhập Hải quân Đức (Reichsmarine), tận dụng lợi thế về an ninh, cấu trúc và lương hưu của Hải quân. Ông trở thành một sĩ quan hải quân tại Kiel, quân cảng chính của Đức. Vào ngày 1 tháng 4 năm 1924, ông được thăng cấp lên Học viên Sĩ quan (Oberfähnrich zur See) và được gửi đi đào tạo sĩ quan tại Học viện Hải quân Mürwik. Năm 1926, ông được thăng cấp bậc Thiếu úy (Leutnant zur See) và được chỉ định làm sĩ quan tín hiệu trên thiết giáp hạm SMS Schleswig-Holstein, soái hạm của Hạm đội Biển Bắc của Đức. Sau khi được thăng cấp bậc, ông dần dần nhận được sự thừa nhận từ nhiều người hơn. Ông đã nhận được lời khen ngợi từ cấp trên nhưng đã có xích mích với một số thuyền viên khác. Vào ngày 1 tháng 7 năm 1928, ông đã được thăng lên cấp bậc trung úy (Oberleutnant zur See). Quân hàm ngày càng lớn đã thúc đẩy tham vọng cũng như sự kiêu ngạo của Heydrich.
Heydrich cũng đã trở nên khét tiếng với vô số mối tình của mình. Vào tháng 12 năm 1930, khi tham dự một buổi khiêu vũ của một câu lạc bộ chèo thuyền, ông đã làm quen với Lina von Osten. Hai người đã dần dần có tình cảm với nhau và đã sớm đính hôn. Lina vốn là một đảng viên Đảng Quốc xã. Bà đã tham dự buổi họp đảng đầu tiên của mình vào năm 1929. Đầu năm 1931, Heydrich bị buộc tội là "đã làm những chuyện không thích hợp với tư cách của một sĩ quan và một người đàn ông" vì đã cắt đứt hôn ước. Heydrich vốn trước đó đã có hôn ước với một người phụ nữ khác 6 tháng trước khi ông quen đính hôn với Lina. Đô đốc Erich Raeder vì thế đã trục xuất Heydrich ra khỏi hải quân vào tháng 4 năm đó. Heydrich sau đó đã nhận được một khoản tiền trợ cấp thôi việc là 200 Reichsmark (tương đương 640€ theo giá năm 2009) mỗi tháng trong vòng hai năm tiếp đó. Vào tháng 12 năm 1931, Heydrich đã kết hôn với Lina von Osten.

## Sự nghiệp trong lực lượng SS
Sau khi bị trục xuất khỏi quân ngũ vào ngày 30 tháng 5, thì ngay hôm sau đó hoặc hôm tiếp nữa là ngày 1 tháng 6, Heydrich đã xin gia nhập Đảng Quốc xã ở Hamburg. Sáu tuần sau, vào ngày 14 tháng 7, ông chính thức gia nhập lực lượng SS. Số thứ tự đảng của ông là 544.916, còn số thứ tự SS của ông là 10.120. Những người gia nhập Đảng Quốc Xã sau khi Hitler lên nắm quyền vào tháng 1 năm 1933 đều phải đối mặt với những nghi ngờ từ Alte Kämpfer (cựu chiến hữu, tên gọi để chỉ những đảng viên gia nhập đảng sớm nhất). Họ bị nghi ngờ vì chỉ gia nhập đảng với mục đích thăng tiến dễ dàng hơn là vì tin tưởng vào cương lĩnh của đảng cũng như chương trình Xã hội Chủ nghĩa Quốc gia. Ngày vào đảng năm 1931 của Heydrich đủ sớm để dập tắt sự nghi ngờ rằng ông gia nhập chỉ để mưu đồ thăng tiến, nhưng không đủ sớm để được coi là một Alte Kämpfer.
Năm 1931, Heinrich Himmler bắt đầu thành lập một bộ phận phản gián của SS. Theo lời khuyên của cộng sự tên là Karl von Eberstein, người bạn của Lina, Himmler đã đồng ý phỏng vấn Heydrich, nhưng đã hủy cuộc hẹn vào phút cuối. Tuy nhiên, Lina bỏ qua tin nhắn này và vẫn đóng gói vali cho Heydrich và gửi ông đến München. Eberstein đã gặp Heydrich tại nhà ga và đưa ông đến gặp Himmler. Himmler yêu cầu Heydrich truyền đạt ý tưởng của mình để phát triển ban tình báo cho SS. Himmler rất ấn tượng tới nỗi ông ta đã nhận Heydrich vào làm việc ngay lập tức.
Mặc dù mức lương khởi điểm hàng tháng là 180 Reichsmark (tương đương € 576 theo tỷ giá năm 2009) khá thấp, nhưng Heydrich vẫn quyết định nhận công việc này vì gia đình của Lina ủng hộ phong trào Đức quốc xã và tính chất cách mạng và quân sự của chức vụ này đã lôi cuốn ông. Lúc đầu, ông ta phải chia sẻ một văn phòng và máy đánh chữ với một đồng nghiệp, nhưng đến năm 1932 Heydrich đã kiếm được 290 Reichsmark mỗi tháng (tương đương € 1.009 theo tỷ giá năm 2009), một mức lương mà ông mô tả là "thoải mái". Khi quyền lực và tầm ảnh hưởng của ông tăng lên trong suốt những năm 1930, sự giàu có của ông cũng đã tăng lên một cách tương xứng; vào năm 1935, ông nhận được mức lương cơ bản là 8.400 Reichsmark (tương đương € 32.854 năm 2009) và khoản trợ cấp 12.000 Reichsmark (tương đương € 46.934 năm 2009) và đến năm 1938, thu nhập hàng năm của ông đã tăng lên 17.371 Reichsmark (tương đương € 65.749 trong năm 2009). Heydrich sau đó đã nhận được Nhẫn Đầu Lâu từ Himmler để khen thưởng cho những đóng góp trong quân phục SS của ông.
Vào ngày 1 tháng 8 năm 1931, Heydrich bắt đầu công việc của mình với tư cách là giám đốc của 'Ban Ic' mới (ban tình báo). Ông thành lập văn phòng tại Nhà Nâu, trụ sở của Đảng Quốc xã ở München. Đến tháng 10 năm đó, ông đã tạo ra một mạng lưới gián điệp và người cung cấp thông tin cho mục đích thu thập thông tin tình báo. Những thông tin thu thập được sẽ được sử dụng cho mục đích hăm dọa phục vụ cho mục đích chính trị. Thông tin về hàng ngàn người đã được ghi lại trên thẻ chỉ mục và được lưu trữ tại Nhà Nâu. Để đánh dấu dịp đám cưới của Heydrich vào tháng 12, Himmler đã thăng cấp ông lên cấp bậc SS-Sturmbannführer (tương đương thiếu tá).
Năm 1932, kẻ thù của Heydrich đã lan truyền tin đồn về việc ông có tổ tiên được cho là người Do Thái. Wilhelm Canaris cho biết rằng ông ta đã thu thập được những bản sao chứng minh Heydrich có tổ tiên Do Thái, tuy nhiên những bản sao chép này không bao giờ lộ ra. Gauleiter Rudolf Jordan từng tuyên bố rằng Heydrich không phải là người Aryan thuần chủng. Trong các tổ chức Quốc xã thì những lời nói bóng gió như vậy có thể gây tổn hại, ngay cả đối với người đứng đầu ban phản gián của Reich như Heydrich. Gregor Strasser đã chuyển các cáo buộc sang chuyên gia chủng tộc của Đảng Quốc xã, Achim Gercke, để điều tra gia phả của Heydrich. Gercke báo cáo rằng Heydrich là "... có nguồn gốc từ Đức và không có bất kỳ dòng máu Do Thái và da màu nào". Ông nhấn mạnh rằng những tin đồn kia là hoàn toàn vô căn cứ. Mặc dù vậy, Heydrich đã gặp riêng thành viên SD là Ernst Hoffmann để yêu cầu tiếp tục điều tra nhằm xua tan những tin đồn.

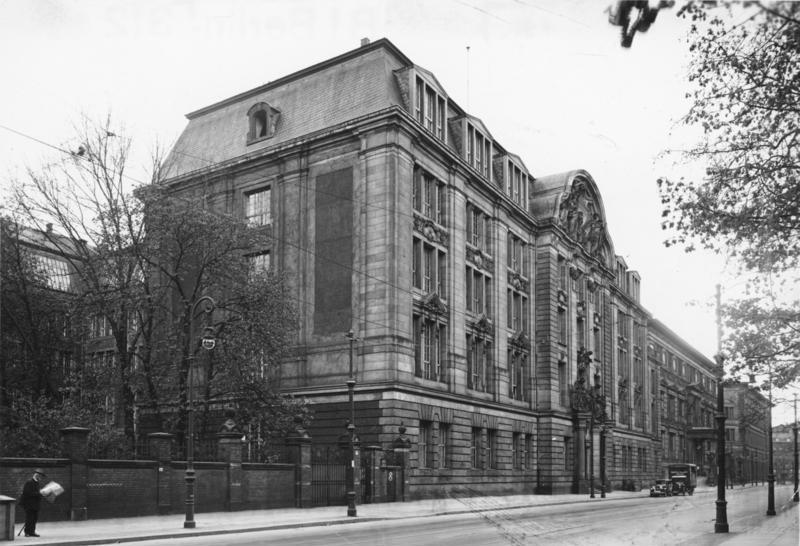
Tổng hành dinh của Gestapo tại Prinz-Albrecht-Strasse ở Berlin, 1933

### Gestapo và SD
Vào giữa năm 1932, Himmler đã bổ nhiệm Heydrich thành giám đốc của cơ quan an ninh vừa mới được đổi tên thành Sicherheitsdienst (SD). Dịch vụ phản gián của Heydrich đã phát triển thành một cỗ máy khủng bố và đe dọa hiệu quả. Với việc Hitler phấn đấu giành quyền lực tuyệt đối ở Đức, Himmler và Heydrich mong muốn kiểm soát lực lượng cảnh sát chính trị của tất cả 17 bang của Đức. Họ bắt đầu với Bayern. Năm 1933, Heydrich tập hợp một số người của mình từ SD và cùng nhau họ xông vào trụ sở cảnh sát ở München và chiếm quyền tiếp quản tổ chức bằng các chiến thuật đe dọa. Himmler trở thành cảnh sát trưởng München còn Heydrich trở thành chỉ huy của Cục IV, Cảnh sát chính trị.
Năm 1933, Hitler trở thành Thủ tướng Đức, và thông qua một loạt các sắc lệnh, Hitler đã trở thành Führer kiêm Reichskanzler (Quốc trưởng kiêm thủ tướng) của Đức. Các trại tập trung đầu tiên, ban đầu được dự định là nơi giam giữ các đối thủ chính trị, đã được thành lập vào đầu năm 1933. Đến cuối năm đó, đã có hơn năm mươi trại như thế được thành lập.
Hermann Göring thành lập Gestapo vào năm 1933 với tư cách là một lực lượng cảnh sát Phổ. Khi Göring chuyển toàn quyền đối với Gestapo sang Himmler vào tháng 4 năm 1934, nó ngay lập tức trở thành một công cụ khủng bố dưới sự giám sát của SS. Himmler phong Heydrich làm người đứng đầu Gestapo vào ngày 22 tháng 4 năm 1934. Vào ngày 9 tháng 6 năm 1934, Rudolf Hess tuyên bố SD là cơ quan tình báo chính thức của Đức Quốc xã.

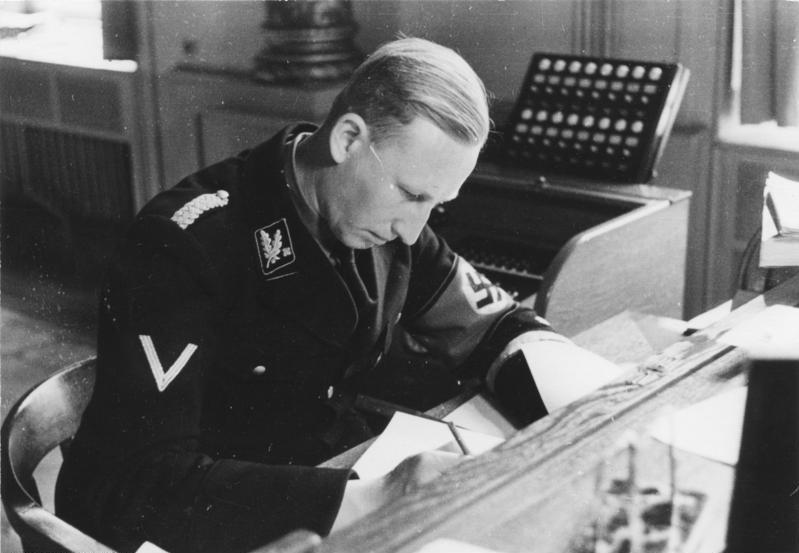
SS-Brigadeführer (thiếu tướng) Heydrich, chỉ huy lực lượng cảnh sát Bayern và lực lượng SD, ảnh chụp tại München, 1934

### Tiêu diệt lực lượng SA
Vào tháng 4 năm 1934, theo yêu cầu của Hitler, Heydrich và Himmler bắt đầu xây dựng hồ sơ về Ernst Röhm, thủ lĩnh của Sturmabteilung (SA). Hành động này được xem là nỗ lực loại bỏ một người được cho là địch thủ tiềm năng cho cương vị lãnh đạo đảng của Hitler. Vào thời điểm này, SS vẫn là một cơ quan trực thuộc SA, tổ chức bán quân sự đầu tiên của Đức Quốc xã mà hiện đã có trên 3 triệu thành viên. Theo chỉ đạo từ Hitler, Heydrich, Himmler, Göring và Viktor Lutze đã lập danh sách những người nên bị loại bỏ, bắt đầu với bảy quan chức SA hàng đầu và bao gồm nhiều quan chức khác. SS và Gestapo đã phối hợp cùng nhau trong các vụ bắt giữ kéo dài hai ngày kể từ 30 tháng 6 năm 1934. Röhm cùng với các chỉ huy của SA bị xử bắn mà không thông qua xét xử. Được biết đến dưới tên gọi Đêm của những con dao dài, có tới 200 người đã phải bỏ mạng trong cuộc thanh trừng đẫm máu này. Lutze được bổ nhiệm làm người đứng đầu mới của SA và nó được cải tổ thành một tổ chức thể thao, thể dục.

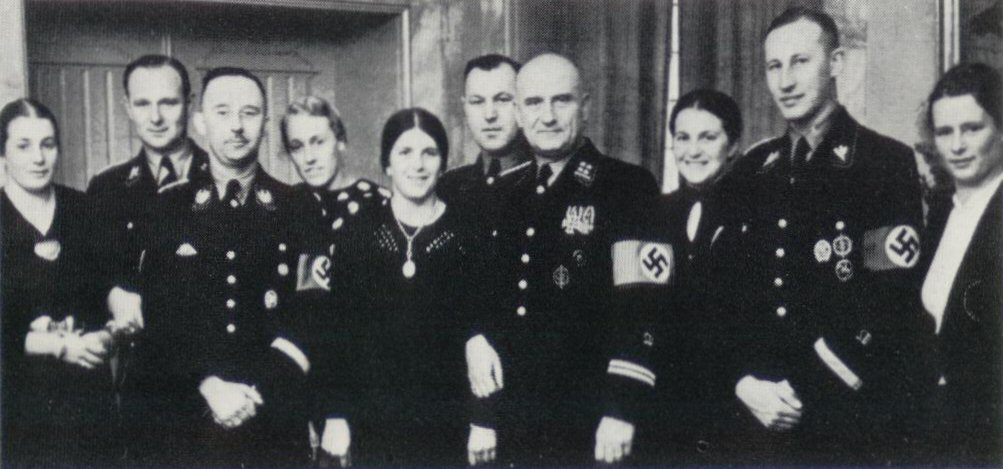
Heydrich và các sĩ quan SS khác cùng vợ của họ năm 1937

Sau khi loại bỏ được SA, Heydrich bắt đầu xây dựng Gestapo thành một công cụ gieo rắc nỗi sợ. Ông cải thiện hệ thống thẻ chỉ mục, phân hạng tội nhân bằng thẻ được mã hóa màu. Gestapo có thẩm quyền bắt giữ công dân mà họ nghi ngờ, còn định nghĩa thế nào về tội phạm là do họ tự quyết. Luật Gestapo được thông qua vào năm 1936 đã trao cho cảnh sát quyền hành động ngoài pháp lý. Điều này dẫn đến việc thi hành một cách vô tội vạ quyền "giam giữ phòng ngừa" (Schutzhaft), một uyển ngữ cho quyền giam cầm người dân mà không cần tố tụng pháp lý. Đối với các đối tượng này, Tòa án không được phép điều tra hoặc can thiệp. Gestapo được coi là hành động hợp pháp miễn là những gì họ làm thể hiện đúng ý của lãnh đạo. Dân chúng bị bắt giữ một cách tùy tiện, bị đưa đến các trại tập trung hoặc bị giết.
Himmler bắt đầu phát triển ý niệm về một tôn giáo German và muốn các thành viên SS rời bỏ Giáo hội Công giáo. Đầu năm 1936, Heydrich nối gót Lina, người đã làm như vậy từ một năm trước, mà rời khỏi Giáo hội Công giáo. Heydrich không chỉ cảm thấy mình không còn có thể làm thành viên, mà còn lo ngại tâm ảnh hưởng và quyền lực chính trị của Giáo hội là một mối nguy hiểm cho nhà nước Quốc Xã.

### Hợp nhất lực lượng cảnh sát
Vào ngày 17 tháng 6 năm 1936, tất cả các lực lượng cảnh sát trên khắp nước Đức đã được hợp nhất, sau khi Hitler bổ nhiệm Himmler làm Chỉ huy lực lượng Cảnh sát Đức. Với sự bổ nhiệm này của Hitler, Himmler và phó của ông, Heydrich, đã trở thành hai trong số những người đàn ông quyền lực nhất trong chính quyền nội bộ của Đức. Himmler ngay lập tức tổ chức lại cảnh sát thành hai nhóm: Ordnungspolizei (Cảnh sát trật tự; Orpo), bao gồm cả cảnh sát mặc đồng phục quốc gia và cảnh sát thành phố, và Sicherheitspolizei (Cảnh sát an ninh; SiPo), bao gồm Geheime Staatspolizei (Mật vụ; Gestapo) và Kriminalpolizei (Cảnh sát hình sự; Kripo). Vào thời điểm đó, Heydrich là người đứng đầu SiPo và SD. Heinrich Müller là giám đốc hoạt động của Gestapo.
Heydrich được giao nhiệm vụ giúp tổ chức Thế vận hội Mùa hè 1936 tại Berlin. Nhiều nội dung thi đấu đã được sử dụng để thúc đẩy các mục tiêu tuyên truyền của chế độ Đức Quốc Xã. Đại sứ thiện chí đã được gửi đến các quốc gia đang xem xét tẩy chay. Bạo lực chống Do Thái đã bị cấm trong thời gian này, và các quầy tin tức được yêu cầu ngừng hiển thị các bản sao của tờ Der Stürmer. Đối với những đóng góp của mình trong sự thành công của Thế Vận Hội lần này, Heydrich đã được trao tặng Deutsches Olympiaehrenzeichen tức Huân chương Thế vận hội Olympic Đức (Hạng nhất).

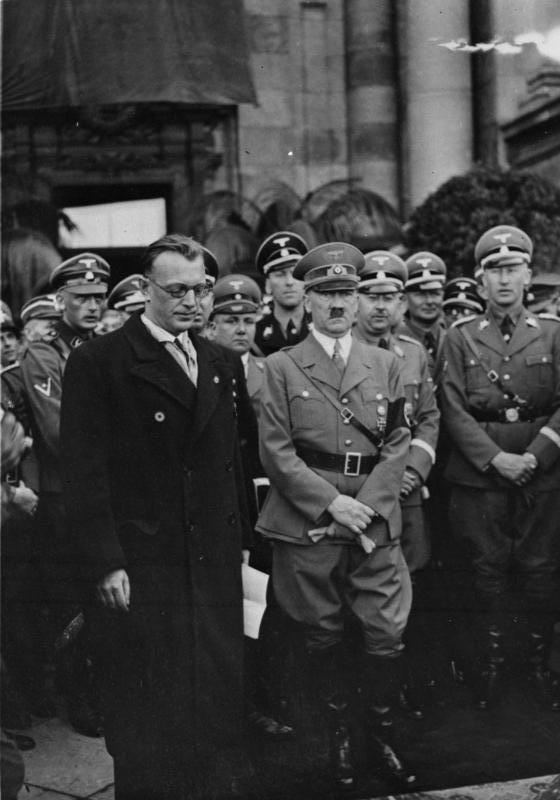
Arthur Seyss-Inquart, Adolf Hitler, Heinrich Himmler, và Heydrich tại Viên, tháng 3 1938

Vào tháng 1 năm 1937, Heydrich đã chỉ đạo SD bắt đầu bí mật thu thập và phân tích dư luận và báo cáo lại những điều mà họ thu thập được. Sau đó, ông đã nhờ Gestapo thực hiện các cuộc khám xét nhà cửa, bắt giữ và thẩm vấn, và do đó đã hoàn toàn hoàn tất việc kiểm soát dư luận. Vào tháng 2 năm 1938 khi Thủ tướng Áo Kurt Schuschnigg chống lại đề xuất sáp nhập Áo vào Đức của Hitler, Heydrich đã tăng cường áp lực đối với Áo bằng cách tổ chức các cuộc biểu tình của Đức Quốc xã và tuyên truyền tuyên truyền tại Viên nhấn mạnh dòng máu Đức chung của hai nước. Trong sự kiên Anschluss vào ngày 12 tháng 3, Hitler tuyên bố hợp nhất Áo với Đức Quốc Xã.
Vào giữa năm 1939, Heydrich đã thành lập Quỹ Stiftung Nordhav để lấy chiếm đoạt bất động sản cho SS và Cảnh sát an ninh sử dụng làm nhà khách và điểm nghỉ mát. Biệt thự Wannsee, mà Stiftung Nordhav mua lại vào tháng 11 năm 1940, là nơi diễn ra Hội nghị Wannsee (20 tháng 1 năm 1942). Heydrich là diễn giả chính với sự hỗ trợ từ Adolf Eichmann. Tại Wannsee, các quan chức cấp cao của Đức Quốc xã đã chính thức lên kế hoạch trục xuất và tiêu diệt tất cả người Do Thái trên lãnh thổ do Đức chiếm đóng và tại những quốc gia chưa bị chinh phục. Hành động này đã được phối hợp giữa các đại diện từ các cơ quan nhà nước Đức Quốc xã có mặt tại cuộc họp.
Vào ngày 27 tháng 9 năm 1939, SD và SiPo (được tạo thành từ Gestapo và Kripo) đã được tái tổ chức thành Reichssicherheitshauptamt (RSHA), được đặt dưới sự kiểm soát của Heydrich. Heydrich nhậm chức Chef der Sicherheitspolizei und des SD (Chỉ huy lực lượng Cảnh sát an ninh và SD) hoặc CSSD vào ngày 1 tháng 10. Heydrich trở thành chủ tịch của Ủy ban cảnh sát hình sự quốc tế (sau này gọi là Interpol) vào ngày 24 tháng 8 năm 1940 và trụ sở của nó được chuyển đến Berlin. Ông được thăng chức SS-Obergruppenführer und General der Polizei vào ngày 24 tháng 9 năm 1941.

## Vai trò trong Holocaust
Các nhà sử học coi Heydrich là thành viên đáng sợ nhất trong giới tinh hoa của Đức Quốc xã. Hitler gọi ông là "người đàn ông với trái tim sắt thép". Ông là một trong những kiến trúc sư chính của Holocaust trong những năm đầu chiến tranh, chỉ trả lời và nhận lệnh từ Hitler, Göring và Himmler về tất cả các vấn đề liên quan đến trục xuất, bỏ tù và diệt chủng người Do Thái.
Heydrich là một trong những người đã tổ chức Đêm thủy tinh, một cuộc pogrom nhắm vào Do Thái trên khắp nước Đức vào đêm 9–10 tháng 11 năm 1938. Đêm hôm đó, Heydrich đã đánh một bức điện tín tới các văn phòng SD và Gestapo khác nhau, đễ hỗ trợ phối hợp pogrom giữa các lực lượng SS, SD, Gestapo, cảnh sát mặc đồng phục (Orpo), SA, các quan chức của đảng Quốc xã và thậm chí cả các sở cứu hỏa. Trong bức điện tín, Heydrich đã cho phép đốt phá và phá hủy các doanh nghiệp và giáo đường Do Thái, đồng thời ra lệnh tịch thu tất cả "văn thư lưu trữ" từ các trung tâm cộng đồng và giáo đường Do Thái. Bức điện tín ra lệnh rằng "càng bắt được nhiều người Do Thái càng tốt – đặc biệt là người Do Thái giàu có – từ tất cả các quận huyện và bắt giam họ trong các cơ sở giam giữ hiện có... Ngay sau khi bắt giữ, cần liên hệ tới các trại tập trung thích hợp để tống người Do Thái vào trại càng nhanh càng tốt." Ước tính là có khoảng 20.000 người Do Thái đã bị bắt đưa đến trại tập trung ngay trong những ngày ngay tiếp đó. Các nhà sử học coi Kristallnacht là khởi đầu của Holocaust.
Khi Hitler yêu cầu một cái cớ cho cuộc xâm lược Ba Lan vào năm 1939, Himmler, Heydrich và Heinrich Müller đã chủ mưu một kế hoạch cờ giả có tên mã là Chiến dịch Himmler. Vào ngày 31 tháng 8 năm 1939, phía Đức dàn cảnh quân Ba Lan tấn công vào trạm phát thanh Đức ở Gleiwitz. Heydrich chính là người đã vạch ra kế hoạch và chính ông đã đi thị sát địa điểm, chỉ nằm cách biên giới Ba Lan khoảng 4 dặm (6,4 km). 150 lính Đức đã được lệnh mặc đồng phục Ba Lan rồi thực hiện nhiều cuộc tấn công dọc biên giới. Hitler đã sử dụng mưu kế này như một cái cớ để khởi động cuộc xâm lược Ba Lan của mình.
Theo chỉ thị từ Himmler, Heydrich đã thành lập lực lượng Einsatzgruppen ("lực lượng đặc nhiệm") để đi theo sau quân đội Đức khi Thế chiến II nổ ra. Vào ngày 21 tháng 9 năm 1939, Heydrich đã gửi một thông điệp bằng máy điện báo về "vấn đề người Do Thái tại những lãnh thổ bị chiếm đóng" cho các chỉ huy của tất cả các đội Einsatzgruppen và hướng dẫn vây bắt người Do Thái và đẩy họ vào các ghetto. Ông cũng đã kêu gọi thành lập Judenräte (hội đồng Do Thái) có nhiệm vụ điều tra dân số và thúc đẩy kế hoạch Aryan hóa các doanh nghiệp và trang trại do người Do Thái làm chủ và bằng các biện pháp khác. Các đơn vị Einsatzgruppen đã theo chân quân đội Đức tiến vào Ba Lan để thực hiện các kế hoạch đã đề ra. Sau đó, tại Liên Xô, họ bị buộc tội vây bắt và tàn sát người Do Thái thông xử bắn và xe chở xăng. Nhà sử học Raul Hilberg ước tính rằng từ năm 1941 đến năm 1945, lực lượng Einsatzgruppen và các đội quân phụ trợ liên quan đã giết chết hơn hai triệu người, trong đó có 1,3 triệu người Do Thái. Tuy nhiên, Heydrich đảm bảo sự an toàn cho một số vận động viên nhất định, chẳng hạn như Paul Sommer, một vận động viên vô địch người Đức gốc Do Thái mà ông đã quen biết từ trước khi gia nhập SS, và đội đấu kiếm Olympic Ba Lan đã thi đấu tại Thế vận hội Mùa hè 1936 mà ông đã có dịp diện kiến.
Vào ngày 29 tháng 11 năm 1939, Heydrich đã đánh một bức điện tín có nội dung về "Cuộc di tản các tỉnh miền Đông mới", nêu chi tiết về việc trục xuất người dân bằng đường sắt đến các trại tập trung và đưa ra hướng dẫn xung quanh cuộc điều tra dân số tháng 12 năm 1939 và sử dụng nó làm cơ sở để thực hiện những vụ trục xuất này. Vào tháng 5 năm 1941, Heydrich đã đề xuất các điều chỉnh với cục trưởng cục quân nhu Eduard Wagner liên quan tới cuộc xâm lược Liên Xô sắp tới, đảm bảo rằng Einsatzgruppen và quân đội sẽ phối hợp tàn sát người Do Thái ở Liên Xô.
Vào ngày 10 tháng 10 năm 1941, Heydrich là sĩ quan cao cấp tại một cuộc họp về "Giải pháp cuối cùng" của RSHA tại Praha, thảo luận về việc trục xuất 50.000 người Do Thái từ Vùng bảo hộ Böhmen và Mähren đến các ghetto ở Minsk và Riga. Với vị trí của mình, Heydrich là công cụ thực hiện các kế hoạch này kể từ khi Gestapo của ông sẵn sàng tổ chức các vụ trục xuất ở phương Tây và còn lực lượng Einsatzgruppen cũng của ông ta thì tiến hành các hoạt động giết chóc diện rộng ở phía Đông. Các sĩ quan tham dự cũng thảo luận về việc áp giải 5.000 người Do Thái từ Praha và giao lại cho các chỉ huy Einsatzgruppen là Arthur Nebe và Otto Rasch "trong vài tuần tới". Việc thành lập các ghetto nằm trong lãnh thổ Vùng bảo hộ cũng đã được lên kế hoạch, dẫn đến việc xây dựng Theresienstadt, nơi mà cuối cùng sẽ có hơn 33.000 người thiệt mạng. Còn hàng vạn người khác cũng đã đi qua trại tập trung này trên đường đến cái chết ở phương Đông. Năm 1941, Himmler đã gọi Heydrich là "chịu trách nhiệm thực hiện" việc ép buộc di chuyển 60.000 người Do Thái từ Đức và Tiệp Khắc đến Ghetto ở Łódź (Litzmannstadt) ở Ba Lan.
Trước đó vào ngày 31 tháng 7 năm 1941, Hermann Gotring đã ủy quyền bằng văn bản cho Heydrich để đảm bảo sự hợp tác của các nhà lãnh đạo hành chính của các cơ quan chính phủ khác nhau trong việc thực hiện "Giải pháp cuối cùng cho vấn đề Do Thái" trong các lãnh thổ thuộc quyền kiểm soát của Đức. Vào ngày 20 tháng 1 năm 1942, Heydrich chủ trì một cuộc họp mà ngày nay gọi là Hội nghị Wannsee để thảo luận về việc thực hiện kế hoạch.

## Cái chết

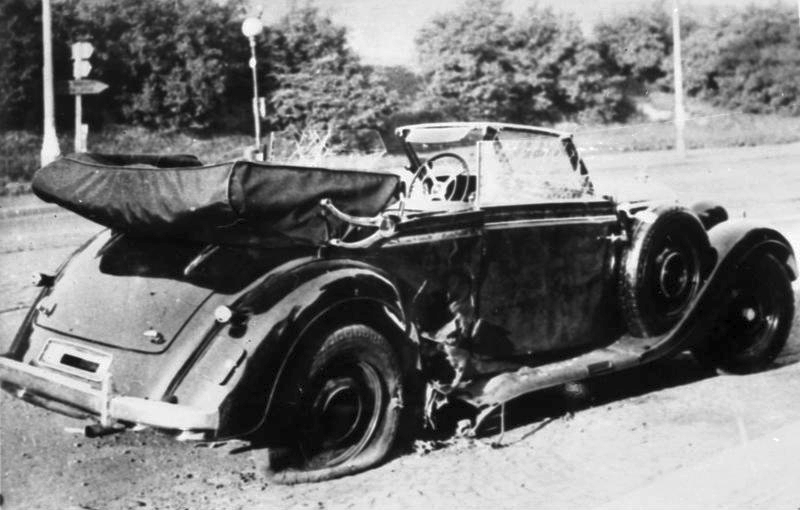
Chiếc Mercedes-Benz 320 Convertible B mà Heydrich bị trọng thương khi đang ngồi trên nó.

Tại London, chính phủ Tiệp Khắc lưu vong quyết tâm giết bằng được Heydrich. Jan Kubiš và Jozef Gabčík, được đào tạo bởi British Special Operations Executive (SOE), đứng đầu nhóm đặc nhiệm được lựa chọn thực hiện nhiệm vụ lần này. Họ trở về Vùng bảo hộ và nhảy dù từ một chiếc Handley Page Halifax vào ngày 28 tháng 12 năm 1941, rồi đến trú ẩn tại một nơi ẩn náu, chuẩn bị cho nhiệm vụ.

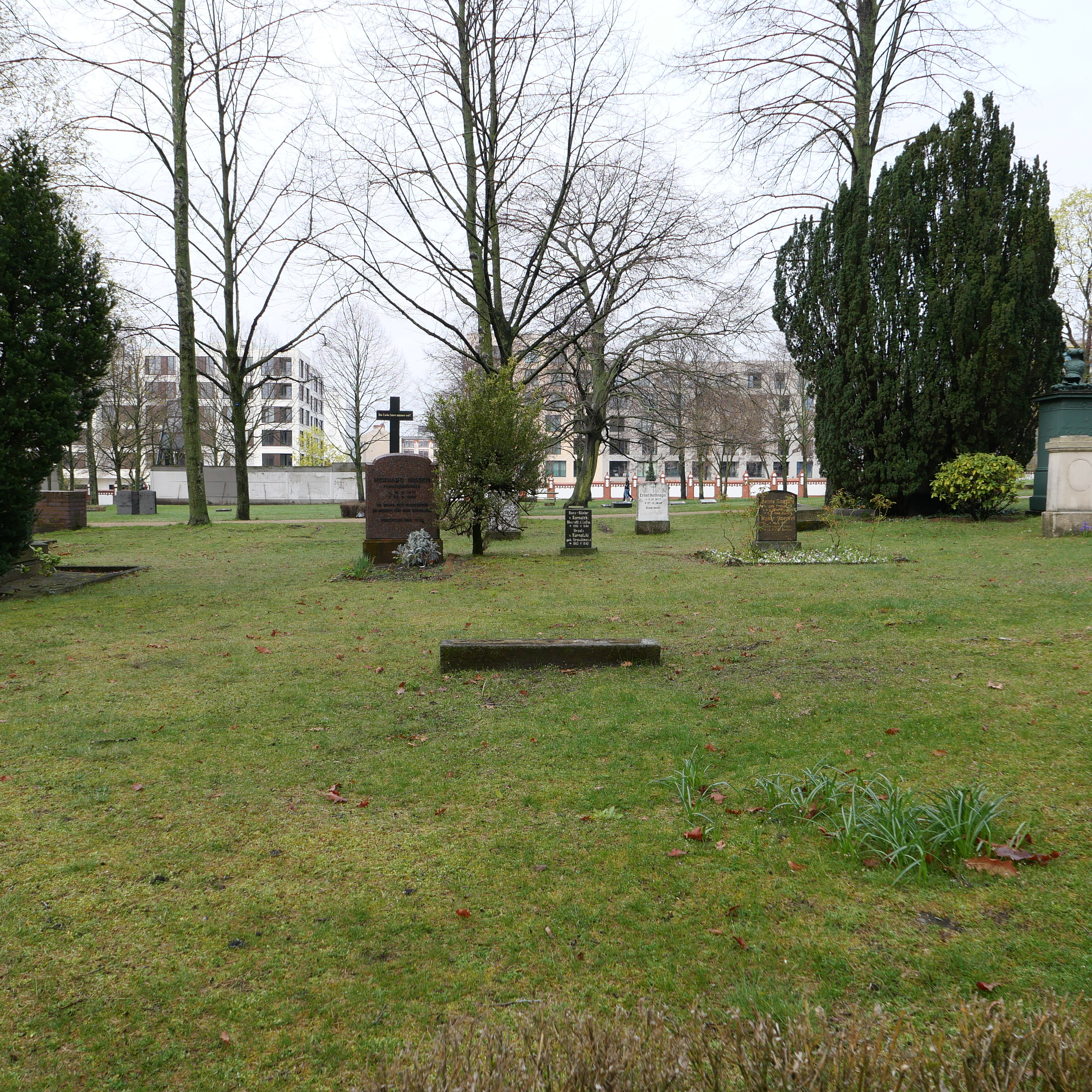
Ngôi mộ vô danh của Heydrich tại Nghĩa trang Thương binh Berlin. Vị trí chính xác đã được công chúng biết đến vào năm 2019 khi những thủ phạm chưa xác định được khai quật ngôi mộ.

Vào ngày 27 tháng 5 năm 1942, Heydrich lên kế hoạch gặp Hitler tại Berlin. Các tài liệu của Đức cho rằng Hitler có ý định chuyển Heydrich đến khu vực Pháp được Đức chiếm đóng, nơi phòng trào kháng chiến Pháp đang dần giành được chỗ đứng. Heydrich dự kiến sẽ phải đi qua một đoạn nơi con đường Dresden-Praha giao nhau với một con đường đến cầu Troja. Ngã ba ở Libeň ngoại ô Praha rất thích hợp cho vụ tấn công vì người lái xe phải giảm tốc độ ở một khúc cua hình chữ chi. Khi xe của Heydrich phải giảm tốc độ, Gabčík đã đứng chặn giữa đường và chĩa súng tiểu liên Sten vào Heydrich, nhưng nó bị kẹt và không bắn được. Thay vì tăng tốc, Heydrich ra lệnh cho tài xế của mình là Klein dừng lại và cố gắng đối đầu trực diện với những kẻ tấn công. Kubiš, người không bị Heydrich hay Klein phát hiện, đã ném một quả bom tự chế (dùng mìn chống tắng) xuống trúng bánh sau của xe. Vụ nổ xé toạc tấm chắn bùn phía sau bên phải khiến Heydrich bị thương. Những mảnh kim loại và sợi từ bọc ghế gây ra vết thương nghiêm trọng ở bên trái cơ thể Heydrich. Ông bị thương nặng ở cơ hoành, lá lách và một bên phổi, cũng như xương sườn bị gãy. Kubiš cũng đã phải nhận một vết thương mảnh bom nhỏ vào mặt. Sau khi Kubiš bỏ trốn, Heydrich ra lệnh cho Klein đuổi theo Gabčík, nhưng bị Gabčík dùng súng bắn vào chân.
Một người phụ nữ người Séc đã chạy đến cứu Heydrich và vẫy tay dừng một chiếc xe tải giao hàng. Heydrich được đặt nằm sấp ở phía sau xe và được đưa đi cấp cứu tại Bệnh viện Bulovka. Các bác sĩ đã thực hiện phẫu thuật cắt lách khi mà vết thương ở ngực, phổi trái và cơ hoành đều bị vỡ. Himmler ra lệnh cho Karl Gebhardt bay đến Praha để chăm sóc Heydrich. Mặc dù bị sốt, nhưng sức khỏe của Heydrich dường như có tiến triển tốt. Bác sĩ riêng của Hitler, Theodor Morell, đề nghị sử dụng loại thuốc kháng sinh mới sulfonamide, nhưng Gebhardt nghĩ rằng Heydrich sẽ bình phục và khước từ lời đề nghị. Vào ngày 2 tháng 6, trong chuyến viếng thăm của Himmler, Heydrich đã bày tỏ cam chịu số phận bằng cách đọc một trong những vở opera của cha mình:
Thế giới chỉ như một chiếc organ đường phố mà Đức Chúa trời đã hóa thành. Tất cả chúng ta phải nhảy theo giai điệu vang lên trên trống.

Ngày 3 tháng 6, một ngày sau chuyến thăm của Himmler, Heydrich rơi vào tình trạng hôn mê vào và đánh mất ý thức vĩnh viễn. Ông qua đời vào ngày 4 tháng 6. Công tác khám nghiệm tử thi kết luận nguyên nhân tử vong là do nhiễm trùng huyết.

## Trích dẫn
1. 1 2  Sereny 1996, tr. 325.
2. 1 2  Evans 2005, tr. 53.
3. 1 2  Gerwarth 2011, tr. xiii.
4. 1 2  Dederichs 2009, tr. 92.
5. ↑  Dederichs 2009, tr. 11.
6. ↑  Gerwarth 2011, tr. 14–18.
7. ↑  Gerwarth 2011, tr. 14, 20.
8. ↑  Dederichs 2009, tr. 28.
9. ↑  Gerwarth 2011, tr. 28.
10. ↑  Gerwarth 2011, tr. 24.
11. ↑  Dederichs 2009, tr. 23, 28.
12. ↑  Lemons 2005, tr. 225.
13. ↑  Gerwarth 2011, tr. 28, 29.
14. 1 2  Gerwarth 2011, tr. 30.
15. ↑  Waite 1969, tr. 206–207.
16. ↑  Gerwarth 2011, tr. 32, 33.
17. ↑  Gerwarth 2011, tr. 34.
18. ↑  Gerwarth 2011, tr. 37, 38.
19. ↑  Gerwarth 2011, tr. 39–41.
20. ↑  Gerwarth 2011, tr. 43, 44.
21. ↑  Gerwarth 2011, tr. 44, 45.
22. ↑  Calic 1985, tr. 51.
23. 1 2  Padfield 1990, tr. 110.
24. 1 2  Gerwarth 2011, tr. 48.
25. ↑  Dederichs 2009, tr. 45.
26. ↑  Gerwarth 2011, tr. 53.
27. 1 2  Dederichs 2009, tr. 12.
28. 1 2  Williams 2001, tr. 29–30.
29. ↑  Gerwarth 2011, tr. 51, 52.
30. 1 2 3  Longerich 2012, tr. 125.
31. ↑  Gerwarth 2011, tr. 52.
32. ↑  Gerwarth 2011, tr. 55, 58.
33. ↑  Gerwarth 2011, tr. 110, 111.
34. 1 2  
Reinhard Heydrich at the SS service record collection, United States National Archives. College Park, Maryland
35. ↑  Gerwarth 2011, tr. 56, 57.
36. ↑  Calic 1985, tr. 72.
37. ↑  Gerwarth 2011, tr. 58.
38. 1 2 3 4  Gerwarth 2011, tr. 61.
39. 1 2  
"Reinhard Heydrich". Auschwitz.dk. ngày 20 tháng 1 năm 1942. Truy cập ngày 7 tháng 1 năm 2012.
40. ↑  Williams 2001, tr. 38.
41. ↑  Longerich 2012, tr. 149.
42. ↑  Shirer 1960, tr. 196–200.
43. ↑  Shirer 1960, tr. 226–27.
44. 1 2  Shirer 1960, tr. 271.
45. ↑  Shirer 1960, tr. 270–271.
46. ↑  Williams 2001, tr. 61.
47. ↑  Longerich 2012, tr. 165.
48. ↑  Kershaw 2008, tr. 306–07.
49. ↑  Kershaw 2008, tr. 309–12.
50. ↑  Kershaw 2008, tr. 313.
51. ↑  Flaherty 2004, tr. 56, 68.
52. ↑  McNab 2009, tr. 156.
53. ↑  Williams 2001, tr. 66.
54. ↑  Reitlinger 1989, tr. 90.
55. ↑  Williams 2001, tr. 77.
56. ↑  Weale 2010, tr. 132, 135.
57. ↑  Calic 1985, tr. 157.
58. ↑  Kershaw 2008, tr. 358–359.
59. ↑  Kitchen 1995, tr. 40.
60. ↑  Delarue 2008, tr. 85.
61. ↑  Blandford 2001, tr. 135–137.
62. ↑  Evans 2005, tr. 655.
63. ↑  Lehrer 2000, tr. 55.
64. ↑  Lehrer 2000, tr. 61–62.
65. ↑  Goldhagen 1996, tr. 158.
66. ↑  Kershaw 2008, tr. 696.
67. ↑  Longerich 2012, tr. 469, 470.
68. ↑  Headland 1992, tr. 22.
69. ↑  Dederichs 2009, tr. 83.
70. ↑  
"Document: Page 3". United States Holocaust Memorial Museum. Bản gốc lưu trữ ngày 4 tháng 7 năm 2016. Truy cập ngày 18 tháng 9 năm 2014.
71. ↑  Calic 1985, tr. 192.
72. ↑  Calic 1985, tr. 193.
73. ↑  
"Kristallnacht". The Hutchinson Encyclopedia (ấn bản thứ 18). Oxford: Helicon. 1998. tr. 1199. ISBN 978-1-85833-951-1.
74. ↑  Shirer 1960, tr. 518–520.
75. ↑  Calic 1985, tr. 194–200.
76. ↑  Longerich 2012, tr. 425.
77. ↑  Shirer 1960, tr. 958–963.
78. ↑  Rhodes 2002, tr. 257.
79. ↑  Donnelley 2012, tr. 48.
80. 1 2  
Aly, Götz; Roth, Karl Heinz; Black, Edwin; Oksiloff, Assenka (2004). The Nazi Census: Identification and Control in the Third Reich. Philadelphia: Temple University Press. tr. 5. ISBN 978-1-59213-199-0.
81. ↑  Hillgruber 1989, tr. 94–96.
82. ↑  Hilberg 1985, tr. 164.
83. ↑  
"The Path to the Mass Murder of European Jews, part 2. Notes from the meeting on the solution of Jewish Questions held on 10.10.1941 in Prague". Haus der Wannsee-Konferenz – Gedenk- und Bildungsstätte. Bản gốc lưu trữ ngày 21 tháng 2 năm 2009. Truy cập ngày 18 tháng 9 năm 2014.
84. ↑  
"Theresienstadt". United States Holocaust Memorial Museum. Truy cập ngày 18 tháng 9 năm 2014.
85. ↑  
"The Path to the Mass Murder of European Jews, part 2: Letter of ngày 18 tháng 9 năm 1941 from Himmler to Reichsstatthalter Greiser". Haus der Wannsee-Konferenz – Gedenk – und Bildungsstätte. Bản gốc lưu trữ ngày 21 tháng 2 năm 2009. Truy cập ngày 18 tháng 9 năm 2014.
86. ↑  Browning 2004, tr. 315.
87. ↑  Kershaw 2008, tr. 696–697.
88. ↑  
"The Wannsee Conference". Holocaust-history.org. ngày 4 tháng 2 năm 2004. Truy cập ngày 12 tháng 9 năm 2017.
89. ↑  Calic 1985, tr. 254.
90. ↑  Bryant 2007, tr. 175.
91. ↑  Williams 2003, tr. 145–47.
92. ↑  MacDonald 1998, tr. 205, 207.
93. ↑  Williams 2003, tr. 147, 155.
94. ↑  MacDonald 1998, tr. 206, 207.
95. 1 2  Williams 2003, tr. 155.
96. ↑  Williams 2003, tr. 165.
97. ↑  Lehrer 2000, tr. 86.
98. ↑  Höhne 2000, tr. 495.